# Robert Lepikson
Robert Lepikson (* 14. Juni 1952 in Tallinn; † 1. Juli 2006 in Rakvere) war ein estnischer Politiker und Rallye-Fahrer.
1996/96 war Lepikson Bürgermeister von Tallinn. Von Mai 1997 bis Januar 1998 war Lepikson Innenminister in der Regierung von Ministerpräsident Mart Siimann.

## Frühe Jahre
Robert Lepikson wurde als Sohn von Heino Lepikson (1914–2002), der als Professor am Polytechnischen Institut Tallinn lehrte, und dessen erster Ehefrau Vilma (geb. Karisma, 1924–1996) in der estnischen Hauptstadt Tallinn geboren. 1970 schloss Robert Lepikson die Schule in Tallinn ab.
1980 beendete er sein Studium als Elektroingenieur am Polytechnischen Institut Tallinn (heute Technische Universität Tallinn).
Von 1980 bis 1985 war Lepikson in einem sowjetestnischen Konstruktions- und Technologieunternehmen beschäftigt. Von 1985 bis 1990 arbeitete er als Chefingenieur an der Tallinner Fabrik für Audiokassetten.
Mit dem Ende der Sowjetunion, der Einführung der Marktwirtschaft und der Wiedererlangung der estnischen Unabhängigkeit war Lepikson von 1990 bis 1992 zunächst als erfolgreicher Unternehmer im Metallhandel tätig. Von 1992 bis 1995 war er Generaldirektor der für den Metallexport aus Estland zuständigen staatlichen Unternehmensgesellschaft RAS EMEX.

## Politiker
Ab 1995 betätigte sich Robert Lepikson vor allem politisch, immer wieder in unterschiedlichen Parteien.
Von 1995 bis 1999 gehörte er der Estnischen Koalitionspartei (Eesti Koonderakond) an. Dem folgte ein Zwischenspiel in der kurzlebigen Entwicklungspartei (Arengupartei). 2003/2004 gehörte er der Estnischen Zentrumspartei (Eesti Keskerakond) an. 2004 trat er der Estnischen Volksunion (Eestimaa Rahvaliit) bei. Immer wieder überwarf sich der selbstbewusste und meinungsstarke Lepikson mit führenden Politikern.
1995/96 war Lepikson Staatssekretär (kantsler) im estnischen Verteidigungsministerium. 1996/97 war er Bürgermeister der estnischen Hauptstadt Tallinn. Vom 5. Mai 1997 bis zum 28. Januar 1998 war Lepikson Innenminister in der Koalitionsregierung seines Parteifreundes Mart Siimann.
Von 1998 bis 2000 war Lepikson Landrat des Landkreises Kreis Võru im Südosten Estlands.
Von 2001 bis 2003 beteiligte sich Lepikson als Vorstandsvorsitzender an dem Logistik-Unternehmen Petromaks Stividori AS.
Bei der Parlamentswahl 2003 wurde Lepikson als Abgeordneter in das estnische Parlament (Riigikogu) gewählt. Er hatte das Mandat bis zu seinem frühen Tod im Alter von 54 Jahren inne.

## Rallye-Fahrer
In Estland wurde Robert Lepikson auch als Renn- und Rallyefahrer bekannt. Ab 1993 gehörte er dem Vorstand des estnischen Autosportverbands an. Zwischen 1995 und 2003 konnte er zahlreiche nationale Platzierungen erreichen. Seine größten Erfolge erzielte er u. a. als Co-Pilot der estnischen Fahrer Ivar Raidam und Markko Märtin.

## Tod
Robert Lepikson starb wenige Tage nach dem Krebstod seiner Frau Ene Lepikson (geb. Velga, 1948–2006) an einem Schlaganfall. Das Paar hatte einen Sohn, den Juristen Erik Lepikson (* 1984).